# Turniej o Puchar Burmistrza Rawicza 2002
Puchar Burmistrza Rawicza 2002 – turniej żużlowy, rozegrany po raz 8. w Rawiczu, w którym zwyciężył Robert Miśkowiak.

## Finał
- Rawicz, 20 października 2002
- Sędzia: Leszek Demski

| Msc. | Zawodnik              | Klub         | Pkt  |             |  |
| ---- | --------------------- | ------------ | ---- | ----------- |  |
| 1    | Robert Miśkowiak      | Piła         | 15   | (3,3,3,3,3) |  |
| 2    | Maciej Kuciapa        | Zielona Góra | 13+3 | (2,3,3,3,2) |  |
| 3    | Grzegorz Kłopot       | Zielona Góra | 13+2 | (2,2,3,3,3) |  |
| 4    | Krzysztof Stojanowski | Zielona Góra | 10   | (2,2,2,3,1) |  |
| 5    | Paweł Hlib            | Gorzów Wlkp. | 9    | (3,d,1,2,3) |  |
| 6    | Sławomir Dudek        | Opole        | 9    | (1,1,3,2,2) |  |
| 7    | Michał Szczepaniak    | Piła         | 7    | (1,0,2,1,3) |  |
| 8    | Piotr Baron           | Wrocław      | 7    | (1,d,2,2,2) |  |
| 9    | Tomasz Kruk           | Rawicz       | 6    | (3,3,u/-)   |  |
| 10   | Robert Mikołajczak    | Rawicz       | 6    | (0,1,1,2,2) |  |
| 11   | Wojciech Załuski      | Opole        | 6    | (0,2,2,1,1) |  |
| 12   | Andrzej Zieja         | Rawicz       | 5    | (3,2,t)     |  |
| 13   | Robert Flis           | Gorzów Wlkp. | 5    | (2,1,d,1,1) |  |
| 14   | Piotr Świderski       | Rawicz       | 4    | (1,3,wsu)   |  |
| 15   | Roman Jankowski       | Warszawa     | 2    | (d,1,1,0,d) |  |
| 16   | Marcin Nowaczyk       | Rawicz       | 0    | (d,0,0,0,0) |  |
|      | rez. Krystian Klecha  | Piła         |      | (ns)        |  |
|      | rez. Adrian Płuska    | Wrocław      |      | (0,0,1,1)   |  |
|      | rez. Dariusz Myler    | Rawicz       |      | (1,0,d)     |  |